# Do What's Good For Me
A Do What's Good For Me című dal a holland 2 Unlimited duó első kimásolt kislemeze a Hits Unlimited című válogatásalbumról.
A 12-es bakelit maxi lemezen található Club Megamix az alábbi dalokat tartalmazza: 
- Get Ready For This, Twilight Zone, Tribal Dance, Here I Go, The Real Thing, No Limit

A megamixet Steve Murphy készítette

## Megjelenés és fogadtatás
A dal több Európai országban is slágerlistás volt, úgy mint Spanyolország, ahol a 3. helyet érte el. A kanadai kislemezlistán a 17. helyig jutott, és Top 20-as sláger volt Hollandiában és az Egyesült Királyságban is.

## Megjelenések
12"  Olaszország  Got It – GTR 595015
- A1	Do What's Good For Me (Extended) 6:03
- A2	Do What's Good For Me (Edit) 3:49
- A3	Club Megamix 9:34 DJ Mix [Megamix] – Steve Murphy
- B1	Do What's Good For Me (Alex Party Remix) 5:06 Remix – Alex Party
- B2	Do What's Good For Me (X-Out Remix) 5:22 Remix – X-Out
- B3	Do What's Good For Me (Aural Pleasure Mix) 8:58 Remix – Dobre & Jamez

## Slágerlista
| Chart (1995)                      | Peak position |
| --------------------------------- | ------------- |
| Australian Singles Chart          | 87            |
| Austrian Singles Chart            | 29            |
| Canadian Singles Chart            | 17            |
| Dutch Singles Chart               | 13            |
| Europe (Eurochart Hot 100)        | 13            |
| Europe (European Hot 100 Singles) | 31            |
| German Singles Chart              | 50            |
| Spanish Singles Chart             | 3             |
| Swedish Singles Chart             | 35            |
| Swiss Singles Chart               | 41            |
| Brit kislemezlista                | 16            |